# Louis Holweck
Pour les articles homonymes, voir Holweck.
Louis Joseph François Holweck est un sculpteur français né le 19 décembre 1861 à Paris (17e arrondissement) et mort le 28 août 1935 à Bourg-la-Reine.

## Biographie
Louis Holweck, sculpteur actif à Paris, est issu d'une famille alsacienne et catholique émigrée en France. Il est le père du physicien et résistant Fernand Holweck (1890-1941). 
Il est connu notamment pour avoir réalisé un monument en hommage à l'écrivain Bernardin de Saint-Pierre et à son roman Paul et Virginie, érigé en 1907 au Jardin des Plantes à Paris, et pour son allégorie Le Vin (1888) représentant le dieu Bacchus arrosant de vin un petit satyre, groupe en bronze qui ornait autrefois le parc Monceau à Paris avant d'être envoyé à la fonte sous le régime de Vichy. Des réductions de groupe ont été éditées en bronze. 
Proche du sculpteur Auguste Bartholdi, il a collaboré à l'élaboration de la statue de la Liberté.

Œuvres de Louis Holweck
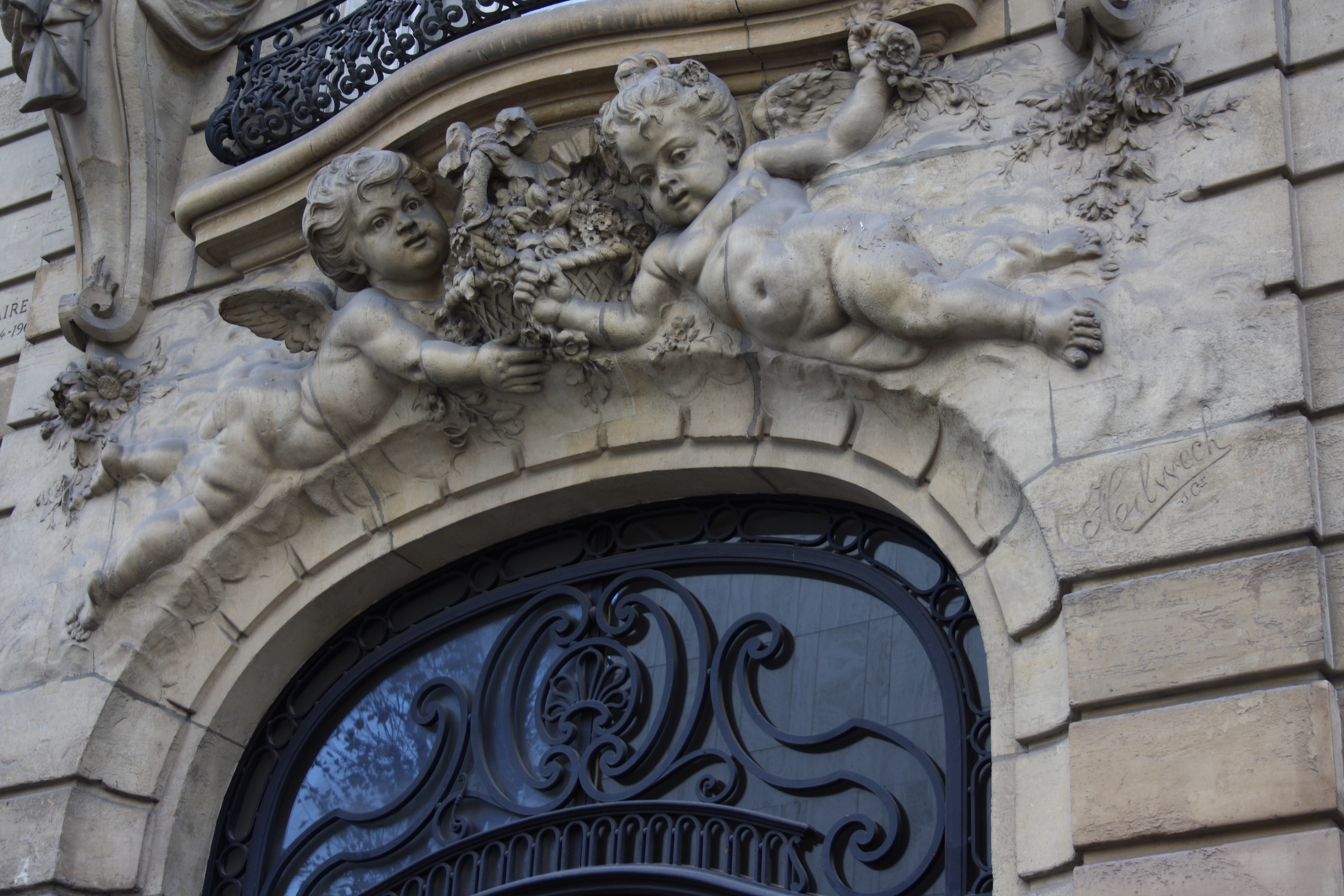
Putti (1905), 82, rue Notre-Dame-des-Champs à Paris.
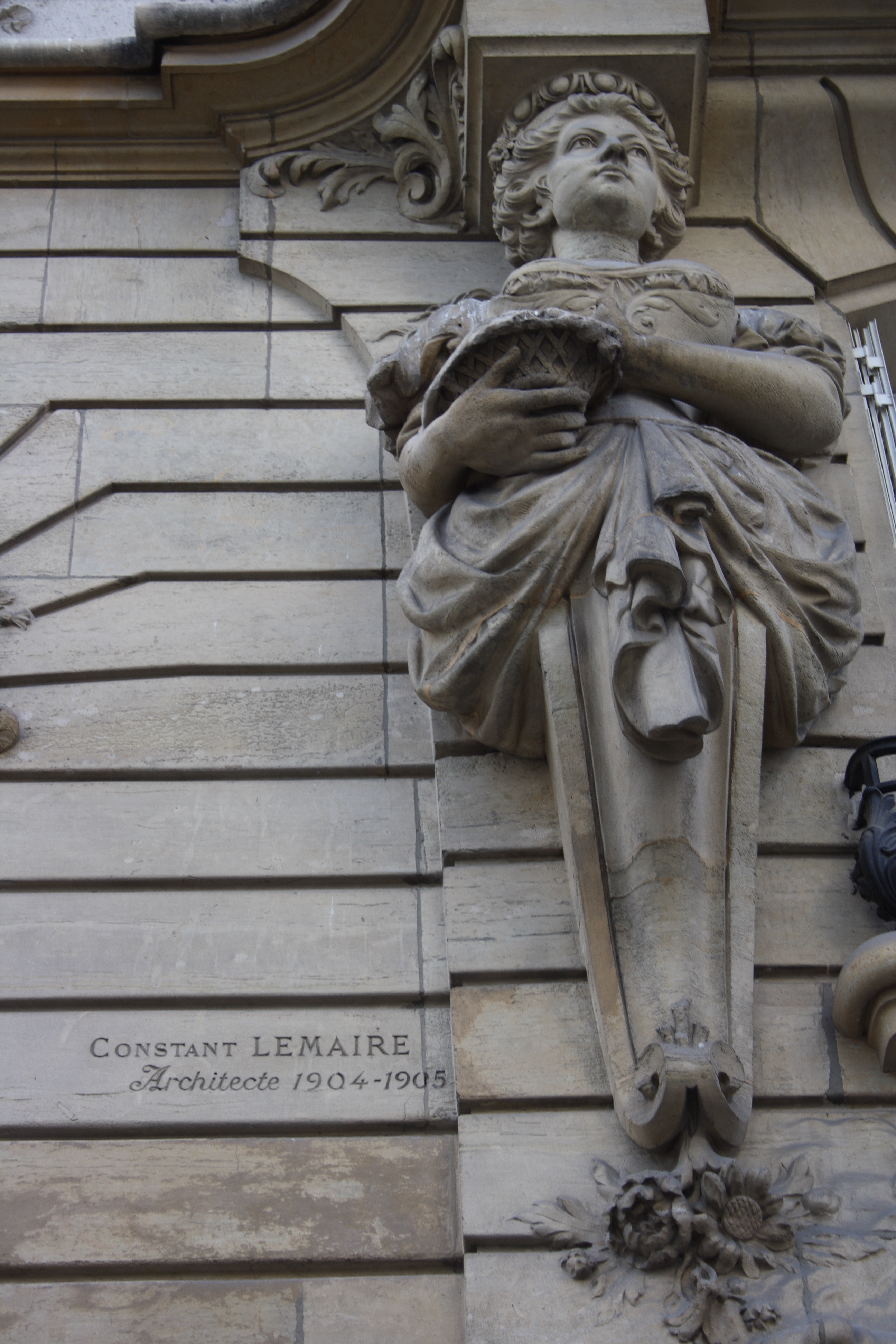
Cariatide (1905), 82, rue Notre-Dame-des-Champs à Paris.
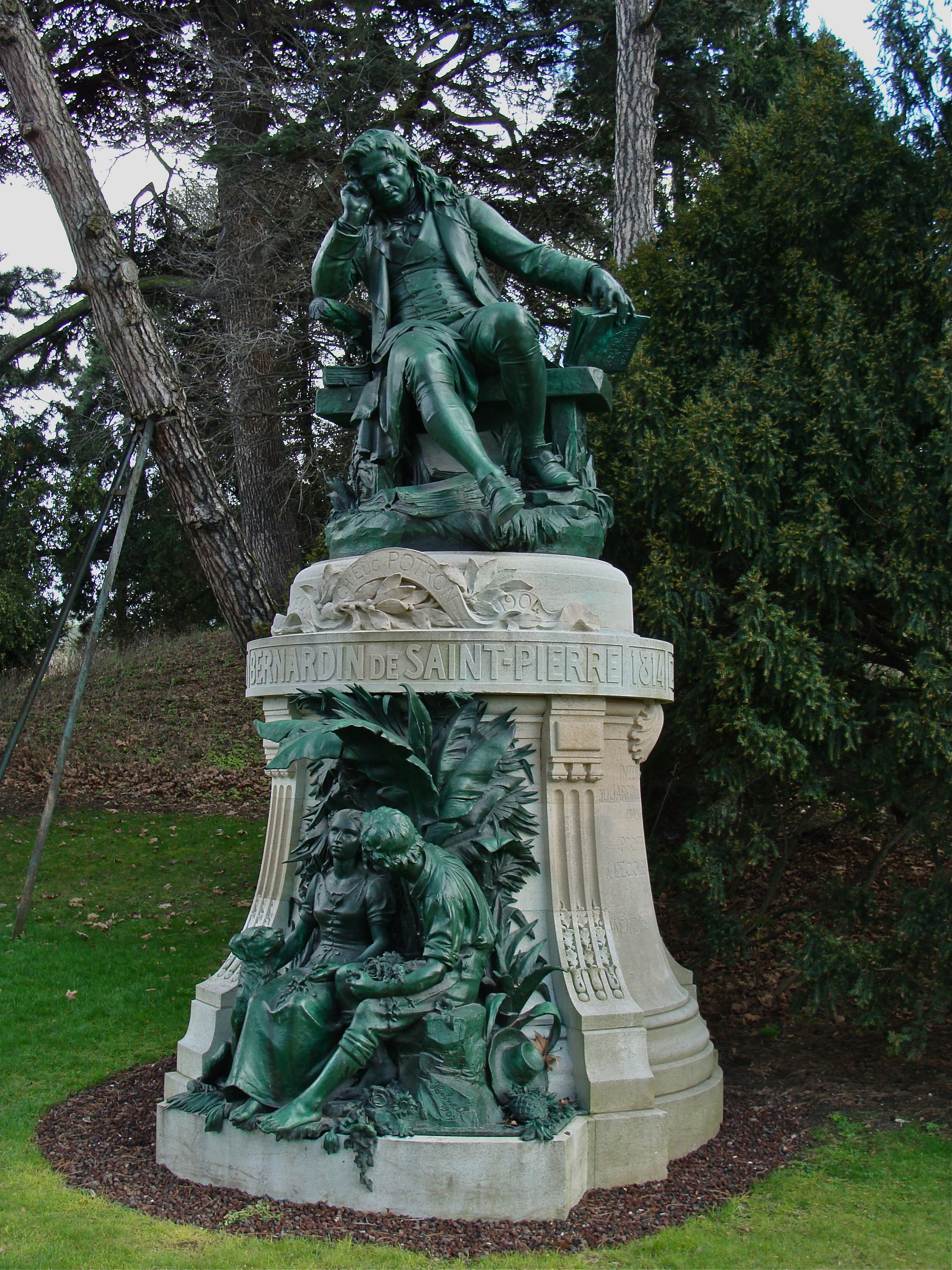
Monument à Bernardin de Saint-Pierre (1907), Paris, Jardin des Plantes.